# Gastrolobium densifolium
Gastrolobium densifolium är en ärtväxtart som beskrevs av Charles Austin Gardner. Gastrolobium densifolium ingår i släktet Gastrolobium och familjen ärtväxter. Inga underarter finns listade i Catalogue of Life.